# Isla Grande de Tierra del Fuego
Isla Grande de Tierra del Fuego (Spaans voor: Groot eiland van het land van vuur) is een eiland nabij het zuidelijkste puntje van het vasteland van Zuid-Amerika, waarvan het wordt gescheiden door de Straat Magellaan. 

## Geografie
Het vormt de grootste landmassa in de archipel Vuurland. Het eiland heeft een oppervlakte van 47.992 km² en is daarmee het grootste eiland van Zuid-Amerika en het op 28 na grootste eiland ter wereld. Het ligt met het westelijk deel met 29.484,7 km² voor 61,4% in de Chileense provincies Tierra del Fuego en Antártica Chilena en met het oostelijke deel met 18.507,3 km² voor 38,6% in de Argentijnse provincie Vuurland, Antarctica en Zuid-Atlantische eilanden.
De grootste steden zijn Ushuaia en Río Grande en liggen in Argentinië. Daarnaast bevinden zich ook Tolhuin en Porvenir op het eiland. De Argentijnse kant, de provincie Tierra del Fuego, heeft 127.205 inwoners (2010), terwijl de Chileense kant slechts 6.656 inwoners telt (2012).
Het hoogste punt heet onofficieel Monte Shipton (2.580 m) en ligt in Chili. De nabijgelegen Mount Darwin werd voorheen beschouwd als de hoogste berg van het eiland, maar is iets minder dan honderd meter lager.
Vuurland wordt in het oosten begrensd door de Zuid-Atlantische Oceaan, in het noorden door de Straat Magellaan en in het zuiden en westen door een reeks fjorden en kanalen die verbonden zijn met de Grote Oceaan. In het oosten wordt het eiland gescheiden van het Stateneiland door de Straat Le Maire. Een van de weinige opvallende kenmerken van de noordoostkust is de Bahía de San Sebastián. In het zuiden wordt het eiland begrensd door het Beaglekanaal, ten zuiden waarvan een reeks eilanden ligt die deel uitmaken van Chileens grondgebied. In het westen heeft het eiland twee grote inhammen, Bahía Inútil en Fiordo Almirantazgo. Deze laatste ligt langs de Magellan-Fagnanobreuk en is een voortzetting van de depressie van het Lake Fagnano in het zuiden van Tierra del Fuego.
Het zuidwestelijke deel van het eiland, tussen de Fiordo Almirantazgo en het Beaglekanaal en zich westwaarts uitstrekkend tot aan het schiereiland Brecknock aan de Grote Oceaan, is bergachtig met een sterk grillige kustlijn, gedomineerd door de Cordillera Darwin. Het Alberto de Agostini Nationaal Park ligt in Chili.

## Flora en fauna
De noordoostkust van het eiland ligt in de mariene ecoregio Patagonische Plat en de rest in de mariene ecoregio Kanalen en Fjorden van Zuidelijk Chili.